# Austin Goh
Austin Goh (...) è un artista marziale malese, maestro (shifu) di Wing Chun nato  e cresciuto in Malaysia.
Negli anni '70 si trasferisce a Londra, dove fonda la sua prima scuola. In seguito ne aprì altre in vari paesi europei. 
Il suo maestro di Wing Chun è stato Lee Shing, allievo di Chan Wah Shun (maestro di Yip Man).
È presidente del Ying Woo Athletic Association.

## Filmografia

### Attore

#### Cinema
- The Purifiers, regia di Richard Jobson (2004)